# Jordi Sans i Juan
Jordi Sans Juan, també conegut com a Chiqui Sans, (Barcelona, 1965) és un exjugador de waterpolo català.
Ha sigut un dels millors jugadors catalans de waterpolo de la història. Jugava a la posició de boia. Ha disputat cinc Jocs Olímpics, on ha guanyat una medalla d'or a Atlanta 1996, una d'argent a Barcelona 1992 i tres diplomes olímpics. També ha guanyat una medalla d'or al Campionat del Món de Perth 1998 i dues de plata a Perth 1991 i Roma 1994. Amb la selecció espanyola ha disputat 483 partits i té la Medalla d'Or de la Reial Orde del Mèrit Esportiu.
És diplomat en Direcció de Negocis, Direcció Comercial d'Empresa i MBA en Sports Management, es Director de la Unió de Federacions Esportives de Catalunya (UFEC).